# Auma-Weidatal
Auma-Weidatal è una città con status di Landgemeinde di 3 396 abitanti della Turingia, in Germania.
Appartiene al circondario di Greiz. 

## Storia
La città di Auma-Weidatal venne istituita il 1º dicembre 2011 dalla fusione della città di Auma con i comuni di Braunsdorf, Göhren-Döhlen, Staitz e Wiebelsdorf.